# Cicatrização de feridas
| Abrasão de mão                 |   |    |    |
|                                |   |    |    |
| Dias aproximados desde a lesão |   |    |    |
| 0                              | 3 | 17 | 30 |

A cura de feridas se refere à substituição de um tecido destruído ou danificado por um organismo vivo por tecido recém-produzido.
Neste artigo, que se concentra em humanos, a cicatrização de feridas é retratada em uma linha do tempo discreta de atributos físicos (fases) que constituem o processo de reparo pós-trauma. Na pele não danificada, a epiderme (camada superficial) e a derme (camada mais profunda) formam uma barreira protetora contra o ambiente externo. Quando a barreira é quebrada, uma sequência regulada de eventos bioquímicos é acionada para reparar o dano. Este processo é dividido em fases previsíveis: coagulação do sangue (hemostasia), inflamação, crescimento do tecido (proliferação celular) e remodelação do tecido (maturação e diferenciação celular). A coagulação do sangue pode ser considerada parte do estágio de inflamação em vez de um estágio separado.

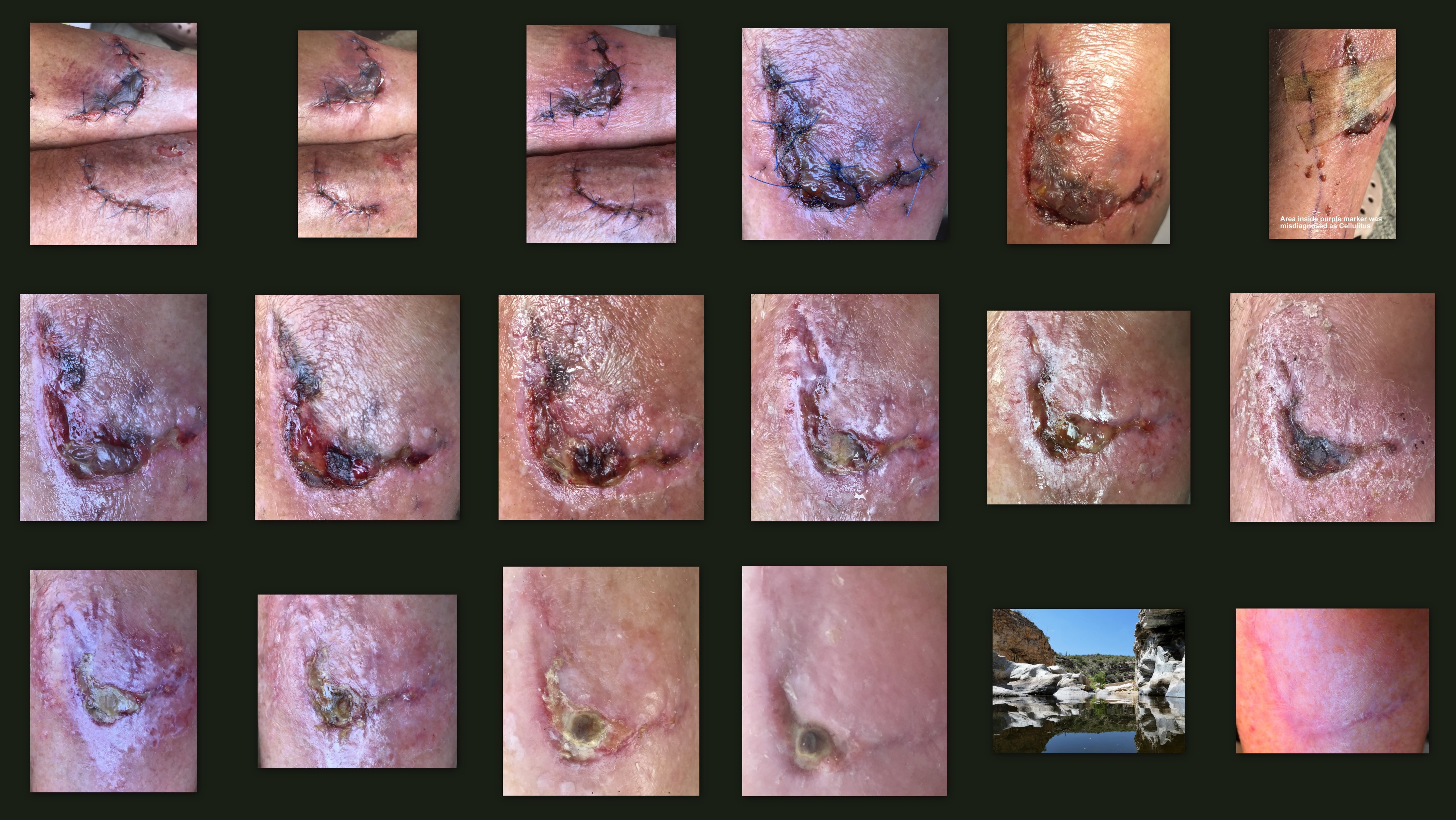
Ferida profunda na canela com pontos cicatrizando ao longo de cinco semanas

O processo de cicatrização de feridas não é apenas complexo, mas também frágil, e é suscetível a interrupção ou falha levando à formação de feridas crônicas que não cicatrizam. Os fatores que contribuem para a não cicatrização de feridas crônicas são diabetes, doença venosa ou arterial, infecção e deficiências metabólicas da idade avançada.
O cuidado de feridas estimula e acelera a cicatrização por meio da limpeza e proteção contra novas lesões ou infecções. Dependendo das necessidades de cada paciente, pode variar desde os primeiros socorros mais simples até especialidades de enfermagem inteiras, como enfermagem em feridas, estomia e continência e cuidados em centros de queimados.

## Tempo e reepitelização
O momento certo é importante para a cicatrização de feridas. De maneira crítica, o momento da reepitelização da ferida pode decidir o resultado da cicatrização. Se a epitelização do tecido sobre uma área desnudada for lenta, uma cicatriz se formará ao longo de várias semanas ou meses; Se a epitelização de uma área ferida for rápida, a cura resultará em regeneração.

## Produtos biológicos, substitutos da pele, biomembranas e scaffolds
Os avanços na compreensão clínica das feridas e de sua fisiopatologia geraram inovações biomédicas significativas no tratamento de feridas agudas, crônicas e outros tipos de feridas. Muitos produtos biológicos, substitutos da pele, biomembranas e andaimes foram desenvolvidos para facilitar a cicatrização de feridas por meio de vários mecanismos. Isso inclui uma série de produtos sob os nomes comerciais, como Epicel, Laserskin, Transcyte, Dermagraft, AlloDerm/Strattice, Biobrane, Integra, Apligraf, OrCel, GraftJacket e PermaDerm.